# Julian Jakobsen
Julian Jakobsen (* 11. April 1987 in Aalborg) ist ein dänischer Eishockeyspieler, der seit Juni 2016 bei den Aalborg Pirates unter Vertrag steht.

## Karriere
Julian Jakobsen begann seine Karriere als Eishockeyspieler in seiner Heimatstadt in der Nachwuchsabteilung von AaB Ishockey, für dessen Profimannschaft er von 2004 bis 2007 in der AL-Bank Ligaen aktiv war. In der Saison 2006/07 gewann er mit seinem Team zudem den dänischen Pokalwettbewerb. Anschließend spielte der Center zwei Jahre lang für den Ligarivalen Odense Bulldogs, wobei er 2008 zum Rookie des Jahres der höchsten dänischen Spielklasse gewählt wurde. In der Saison 2008/09 gewann er auch mit Odense den dänischen Pokalwettbewerb. Zur Saison 2009/10 wurde er vom Södertälje SK aus der schwedischen Elitserien verpflichtet. Mit der Mannschaft stieg er in der folgenden Spielzeit in die zweite schwedische Spielklasse, die HockeyAllsvenskan, ab, in der er ein weiteres Jahr für Södertälje auf dem Eis stand.
Zur Saison 2012/13 wurde Jakobsen von den Hamburg Freezers aus der Deutschen Eishockey Liga verpflichtet. Nachdem die Freezers im Mai 2016 ihren Spielbetrieb einstellten, kehrte Jakobsen zu seinem Heimatverein Aalborg Pirates in die erste dänische Liga zurück.

### International
Für Dänemark nahm Jakobsen im Juniorenbereich an der U18-Junioren-Weltmeisterschaft 2005 sowie den U20-Junioren-B-Weltmeisterschaften 2006 und 2007 teil. Im Seniorenbereich stand er im Aufgebot seines Landes bei den A-Weltmeisterschaften 2009, 2010, 2011 und 2012.

## Erfolge und Auszeichnungen
- 2007 Dänischer Pokalsieger mit AaB Ishockey
- 2008 Rookie des Jahres der AL-Bank Ligaen
- 2009 Dänischer Pokalsieger mit den Odense Bulldogs

### International
- 2007 Aufstieg in die Top-Division bei der U20-Junioren-Weltmeisterschaft der Division I

## Karrierestatistik
(Legende zur Spielerstatistik: Sp oder GP = absolvierte Spiele; T oder G = erzielte Tore; V oder A = erzielte Assists; Pkt oder Pts = erzielte Scorerpunkte; SM oder PIM = erhaltene Strafminuten; +/− = Plus/Minus-Bilanz; PP = erzielte Überzahltore; SH = erzielte Unterzahltore; GW = erzielte Siegtore; 1 Play-downs/Relegation; Kursiv: Statistik nicht vollständig)